# سورکمپ (کنارک)
۲۵°۳۴′۱۱″ شمالی ۶۰°۲۶′۰۰″ شرقی / ۲۵٫۵۶۹۷۲°شمالی ۶۰٫۴۳۳۳۳°شرقی
سورکمپ، روستایی از توابع بخش مرکزی شهرستان کنارک در استان سیستان و بلوچستان ایران است.

## جمعیت
این روستا در دهستان بانسنت قرار دارد و براساس سرشماری عمومی نفوس و مسکن در سال ۱۳۹۵، جمعیت آن برابر با ۱،۳۷۴ نفر (۳۶۱ خانوار) بوده‌است.